# Allium flavum
El ajo amarillo (Allium flavum) es una especie de planta bulbosa del género Allium, perteneciente a la familia de las amarilidáceas, del orden de las Asparagales. Es originaria de Eurasia desde la región del Mediterráneo hasta Irán.

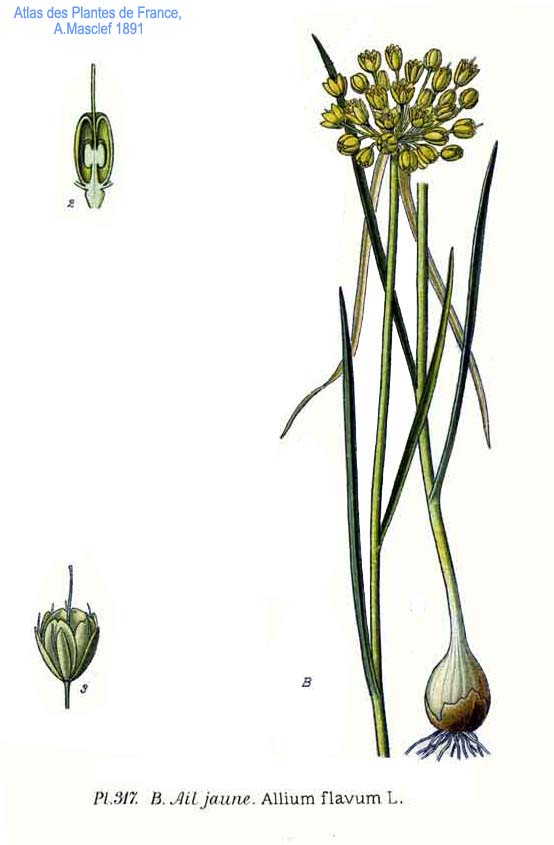
Ilustración

## Descripción
Allium flavum es una planta perenne que alcanza un tamaño  de 20-50 cm de altura, con bulbo glabro, ovoide. Tallo cilíndrico, con las hojas lineares, carnosas, de filo romo,  con espata  muy larga y recta, brillante. Las flores de color amarillo dorado en umbelas multiflora, perianto en forma de campana.

## Distribución y hábitat
Se encuentra en lugares arenosos o rocosos de las montañas del sur  de Europa y Asia occidental.

## Taxonomía
Allium flavum fue descrita por Carlos Linneo y publicado en Species Plantarum: 299 (1753).
Etimología
Allium: nombre genérico muy antiguo. Las plantas de este género eran conocidos tanto por los romanos como por los griegos. Sin embargo, parece que el término tiene un origen celta y significa "quemar", en referencia al fuerte olor acre de la planta. Uno de los primeros en utilizar este nombre para fines botánicos fue el naturalista francés Joseph Pitton de Tournefort (1656-1708).
flavum: epíteto latino que significa "de color amarillo".
Variedades aceptadas
- Allium flavum subsp. flavum
- Allium flavum subsp. ionochlorum Maire
- Allium flavum var. minus Boiss.
- Allium flavum var. pilosum Kollmann & Koyuncu
- Allium flavum subsp. tauricum (Besser ex Rchb.) K.Richt.

Sinonimia
- Cepa flava (L.) Moench
- Codonoprasum flavum (L.) Rchb.
- Kalabotis flavum (L.) Raf.[6]